# 点燃我，温暖你
《点燃我，温暖你》，原剧名《打火机与公主裙》，是一部2022年中国大陆青春爱情题材电视剧，由劉俊傑执导，周涌编剧，陈飞宇、张婧仪主演，改编自晉江文學城作家Twentine的小说《打火机与公主裙》。该剧于2021年9月29日开机，2022年2月杀青，于2022年11月3日在优酷宠爱剧场首播。臺灣由LINE TV於2022年11月3日起每週一至週三22:00全網首播。

## 剧情简介
此剧讲述了肆意张扬的编程天才李峋与勇敢坚韧的少女学霸朱韵从青涩校园到职场拼搏几经波折，依然携手前行的成长爱情故事。

## 演员列表

### 主要演員
| 演員   | 角色   | 介紹 |
| 陈飞宇 | 李峋   | 計算機天才，高考理科狀元，性格高傲、毒舌，因為經歷過很多同齡人沒體會過的經歷，所以比他人更成熟，但實際上很重感情，唯獨在感情上無法理性對待。因缘際會和朱韵相遇相知后相爱。最後與朱韵共同經營LP公司。 |
| 张婧仪 | 朱韵   | 旁人眼中的乖乖女，心目中有理想，有追求，不想走在被母親計劃好的道路上。义无反顾的喜欢上了李峋，后来在一次次的意外后远走国外，心中從未真正放下過李峋，之后回到上海，和李峋再次相遇，決定要和他一起奪回屬於他們的公司，即使李峋總是豎起身上的刺想使朱韻退卻，她卻十分堅定的陪著李峋。最後與李峋共同經營LP公司。 |
| 赵志伟 | 高见鸿 | 與朱韵、李峋是大學同學，心机深沉，和朱韵、李峋三个人是在大学时期的铁三角，其實一直嫉妒李峋的才能，並且連喜歡的人都喜歡著李峋就更討厭他，后来窃取了李峋的成果，並搶走李峋朱韵創立的LP公司，也同时将李峋视为眼中钉。                                                                                           |
| 曾可妮 | 任 迪  | 朱韵的好友，曾與朱韵、李峋是大學同學，並與朱韵、方舒苗為室友；大学组过乐队，由李峋投資，是李峋的紅顏知己。后来成为了真正的音乐人，明白李峋和朱韵的过去。 |
| 崔雨鑫 | 方志靖 | 信科大的學生，高中時是朱韵的學長，為人狡猾奸詐，因為曾經被李峋在比賽上羞辱而對他憎恨於心，後設法陷害他，導致李峋的姊姊車禍身亡，後被李峋報復打瞎左眼而使李峋入獄。出社會後成為高見鴻合夥人，與其狼狽為奸，但比起高見鴻對李峋幾近瘋狂的恨意顯得較為理性。                                                     |
| 钱迪迪 | 徐黎娜 | 信科大的學生，為了抗拒家裡意願，而選擇計算機專業，原來喜歡李峋，後來成為高見鴻的老婆。 |

### 其他演員
| 演員   | 角色   | 介紹 |
| 姜梓新 | 方舒苗 | 與朱韵、李峋是大學同學，朱韵的好友兼室友，曾經喜歡過李峋，雖讀計算機專業，但並不擅長計算機，後成為一名律師。 |
| 马可   | 田修竹 | 朱韵的好友，曾經喜歡朱韵，是一名知名畫家，三年後帶著朱韵回國。                                               |
| 胡文煊 | 付一卓 | 李峋兒時的玩伴，熱愛跳拉丁舞，會考時因為拜託李峋幫忙竄改成績，導致雙雙開除。                                 |
| 張晞臨 | 董斯揚 | 我心飛揚老闆，為人急躁，興趣開出租車。                                                                       |
| 涂松岩 | 朱光益 | 朱韵爸爸，一開始心當佩服李峋，後因誤會反對朱韵與李峋在一起。                                                 |
| 趙子琪 | 劉愛琳 | 朱韵媽媽，為人一板一眼，曾經處分李峋，導致李峋高中退學，始終反對朱韵與李峋在一起。                           |
| 徐潔兒 | 李 藍  | 李峋的姊姊，後因車禍意外死亡。                                                                               |
| 郜玄銘 | 侯寧   | 與李峋曾在同一間牢房，駭客技能極強，也具備煮飯技能，甚至幫李峋打理生活所需。                                 |

## 电视剧歌曲
| 《点燃我，温暖你》电视剧原声 | 《点燃我，温暖你》电视剧原声 | 《点燃我，温暖你》电视剧原声 | 《点燃我，温暖你》电视剧原声 | 《点燃我，温暖你》电视剧原声 | 《点燃我，温暖你》电视剧原声 |
| 曲序                         | 曲目                         |                              | 作曲                         | 编曲                         | 演唱                         |
| ---------------------------- | ---------------------------- | ---------------------------- | ---------------------------- | ---------------------------- | ---------------------------- |
| 1.                           | 焰火（主題曲）               | 张赢                         | 石杨                         | 罗锟                         | 周深                         |
| 2.                           | 国王与骑士（片头曲）         | 明天                         | 陈雪燃                       | 陈雪燃                       | 陈雪燃                       |
| 3.                           | Falling You（插曲）          | 周仁                         | 都智文                       | 都智文                       | 曾可妮、都智文               |
| 4.                           | 谎（插曲）                   | 张赢                         | 罗锟                         | EMO D、于韵非                | 袁娅维                       |
| 5.                           | 恋爱循环（插曲）             | 明天                         | 陈雪燃                       | 陈雪燃                       | Miko孙涵                     |
| 6.                           | 妳說妳還不了（插曲）         | 方文山                       | 梁思桦                       | 梁思桦                       | 曹杨                         |
| 7.                           | 轻红（插曲）                 | 明天                         | 陈雪燃                       | 陈雪燃                       | 陈雪燃                       |